# Lamèch (cràter)
Lamèch és un petit cràter d'impacte lunar que es troba al sud-oest del prominent cràter Èudox, en la vora oriental dels Montes Caucasus.

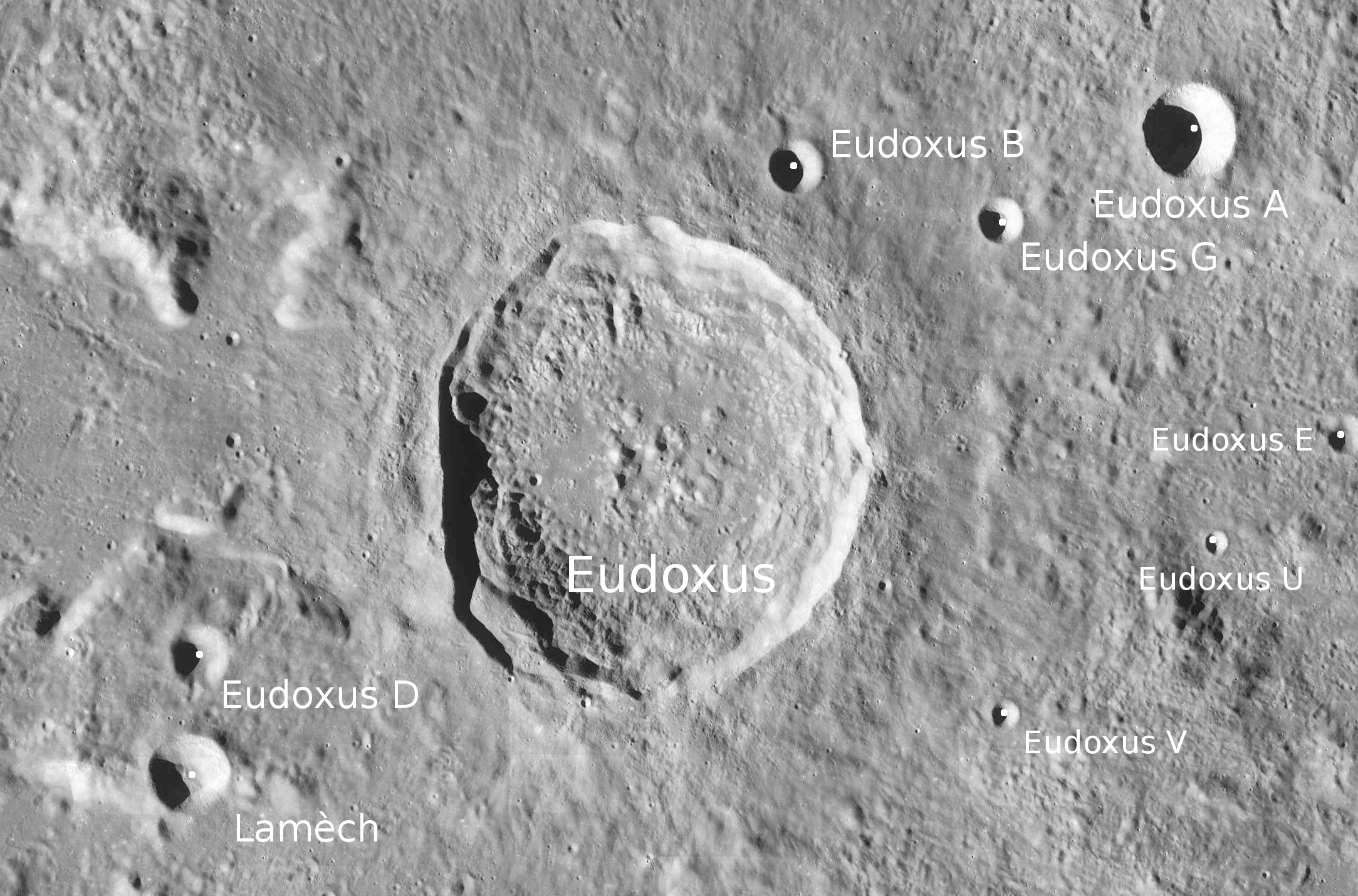
Localització de Lamèch (quadrant inferior esquerre de la imatge). Fotografia de la missió LRO.

Es tracta d'un impacte circular amb forma de bol. Les parets interiors descendeixen fins a una petita plataforma central que mesura aproximadament una quarta part del diàmetre del cràter. Aquesta formació no presenta mostres d'erosió notables, i manca d'altres aspectes ressenyables.